# Le Bossu de Notre-Dame 2
Série
Le Bossu de Notre-Dame
(1996)
Pour plus de détails, voir Fiche technique et Distribution.
Le Bossu de Notre-Dame 2 : Le Secret de Quasimodo ou Le Bossu de Notre-Dame 2 au Québec (The Hunchback of Notre Dame II) est le 75e long-métrage d'animation des studios Disney.
Sorti directement en vidéo en 2002, il est la suite du Bossu de Notre-Dame (1996).

## Synopsis
Quelques années après les événements du film original, le capitaine Phoebus est le capitaine de la Garde de Paris sous le nouveau ministre de la Justice, tandis que lui et Esmeralda sont maintenant mariés et ont un fils nommé Zephyr. Quasimodo est maintenant un membre accepté de la société parisienne, bien qu'il vive toujours à Notre-Dame de Paris avec ses amis gargouille Rocaille, Volière et Muraille en tant que sonneur de cloche de la cathédrale.
Une troupe de cirque dirigée par Sarousch entre en ville dans le cadre de "Le Jour d'Amour", une journée dédiée à la célébration de l'amour romantique fort et pur. Sarousch est secrètement un maître criminel qui prévoit de voler la cloche la plus aimée de Notre Dame, La Fidèle, dont l'intérieur est décoré d'or beige et d'énormes bijoux. Il envoie Madellaine, une aspirante trapèze de sa troupe, pour rencontrer Quasimodo et faire semblant de l'aimer afin de découvrir où se trouve La Fidèle.
Madellaine rencontre Quasimodo sans voir son visage, et les deux s'entendent d'abord assez bien. Une fois que Madellaine voit réellement son visage, elle est choquée par son apparence déformée et s'enfuit de lui. Les gargouilles convainquent Quasimodo d'aller au cirque pour la revoir. Au cirque, Sarousch attire l'attention du public en faisant disparaître un éléphant, tandis que ses associés volent au public. Il fait pression sur Madellaine pour qu'il suive Quasimodo et obtienne les informations dont il a besoin pour ses plans. Lorsque Madellaine n'est pas d'accord avec cette mission, Sarousch lui rappelle son passé et la loyauté qu'elle lui doit : quand elle avait six ans, Madellaine était une voleuse orpheline qui a été surprise en train d'essayer de voler des pièces à Sarousch. Il aurait pu la remettre aux autorités ou même à Frollo ; au lieu de cela, Sarousch l'a prise sous son aile et a décidé de l'employer dans son cirque.
Madellaine prend à contrecœur la mission de gagner la confiance de Quasimodo. Après avoir observé Quasimodo jouer affectueusement avec Zephyr en ville et avoir laissé le garçon dormir dans ses bras, Madellaine se rend compte de la vraie nature du bossu et cesse d'être effrayée par son apparence. Quasimodo fait le tour de Paris. Un orage et la pluie les obligent à mettre fin à leur rendez-vous et à retourner à Notre-Dame. Quasimodo en profite pour offrir un cadeau à Madellaine, une figurine à sa propre image qu'il a créée lui-même plus tôt. Une Madellaine sincèrement touchée l'embrasse sur le front et s'en va. Quasimodo se rend vite compte qu'il est tombé amoureux d'elle.
Pendant ce temps, Phoebus enquête sur les rapports sur les vols dans sa ville. Il soupçonne que le cirque est responsable de la frénésie criminelle et se confie à sa famille et à ses amis, mais Esmeralda exprime sa conviction que Phoebus est motivé par ses propres préjugés contre le cirque. Ailleurs, Sarousch demande à Madellaine de garder Quasimodo préoccupé pendant que le cirque vole La Fidèle. Cependant, Madellaine en est venue à prendre soin de Quasimodo et des manifestations, de sorte que Sarousch menace de faire tuer Quasimodo si elle refuse. Phoebus finit par interroger Sarousch sur les vols et trouve un bijou volé en sa possession. Pour éviter d'être arrêté, Sarousch affirme que Madellaine est une voleuse avide qu'il à du couvrir  ses crimes. Phoebus semble le croire.
Plus tard, alors que Quasimodo sort avec Madellaine, Sarousch et deux de ses subordonnés se faufilent dans la cathédrale et volent La Fidèle, bien qu'ils soient suivis par Djali et Zephyr, dont ce dernier voulait rejoindre le cirque. Les gargouilles essaient d'arrêter les voleurs, mais finissent piégés sous une autre cloche ; La Volière sonne toujours la cloche et avertit tout le monde que quelque chose ne va pas à la cathédrale. En entendant le son, Quasimodo et Madellaine se précipitent en arrière. Lorsque l'archidiacre informe tout le monde que La Fidèle a été volée, Clopin affirme que s'ils ne trouvent pas la cloche, le festival sera ruiné. Phoebus se rend compte que Sarousch l'a joué pour un imbécile. Il envoie les soldats partout à Paris pour trouver Sarousch. Quasimodo se rend compte que sa bien-aimée Madellaine l'a trompé (malgré ses supplications qu'elle n'avait pas l'intention de faire) et rompt avec colère leur relation. Il se retire plus profondément dans la cathédrale, se sentant le cœur brisé et trahi.
Phoebus fait arrêter Madellaine pour son implication dans le vol. Les gargouilles informent bientôt Quasimodo que Zephyr est parti pour poursuivre Sarousch. Il transmet l'information à Esmeralda et Phoebus, qui ont maintenant des raisons personnelles de localiser le maître criminel. Madellaine, maintenant prisonnière de Phoebus, s'excuse pour ses crimes et les informe que Sarousch a apporté la cloche disparue aux Catacombes de Paris et essaie d'expliquer les secrets derrière les tours et les illusions de son ancien maître. Phoebus décide de fouiller autour des catacombes, et amène à contrecœur Madellaine après qu'Esmeralda l'ait convaincu qu'elle pouvait changer. Dans les Catacombes, le groupe de recherche rencontre la chèvre de compagnie d'Esmeralda, Djali, qui les conduit à Sarousch et Zephyr. Sarousch a pris le garçon en otage et fait chanter Phoebus pour qu'il lui ouvre une porte. Madellaine supplie Quasimodo de la libérer, promettant de compenser ses crimes. Après qu'il l'ait fait, elle utilise ses compétences pour sauver Zephyr et le réunir avec ses parents. Sans levier contre ses poursuivants, Sarousch et son groupe de criminels sont arrêtés, et la cloche disparue est récupérée.
Le festival peut enfin avoir lieu. La Rocaille gagne enfin le cœur de Djali, son béguin de longue date. Un certain nombre de couples romantiques, dont Phoebus et Esmeralda, proclament leur amour l'un pour l'autre tandis que Quasimodo sonne à la La Fidèle restaurée. La cloche tombe silencieuse lorsqu'une Madellaine libérée rejoint Quasimodo dans le clocher. Les deux admettent leur propre amour l'un pour l'autre et partagent leur premier baiser romantique, tandis que Zephyr prend le relais en sonnant La Fidèle.

## Fiche technique
- Titre original : The Hunchback of Notre Dame II
- Titre français : Le Bossu de Notre-Dame 2 : Le Secret de Quasimodo
- Titre québécois : Le Bossu de Notre-Dame 2
- Réalisation : Bradley Raymond
- Scénario : Jule Selbo, Flip Kobler et Cindy Marcus, d'après le roman de Victor Hugo
- Musique : Carl Johnson
- Monteur : Colleen Halsey et Peter Lonsdale
- Producteur : Stephen Swofford
  - Producteur associé : Chris Henderson et Hiroshi Saotome
- Société de production : Walt Disney Pictures, Walt Disney Television Animation
- Société de distribution : Buena Vista Home Entertainment
- Langue : anglais
- Format : 1,37:1 - Dolby Digital
- Dates de sortie : 
  - France : 22 février 2002
  - États-Unis : 19 mars 2002

## Distribution

### Voix originales
- Tom Hulce : Quasimodo
- Jennifer Love Hewitt : Madeleine
- Demi Moore : Esmeralda
- Kevin Kline : Captain Phoebus
- Haley Joel Osment : Zephyr
- Michael McKean : Sarousch
- Paul Kandel : Clopin
- Jason Alexander : Hugo
- Charles Kimbrough : Victor
- Jane Withers : Laverne
- Eddie Murphy : Djali
- April Winchell : Lady DeBurne
- Jim Cummings : l'archidiacre
- Hank Azaria : voix additionnelles

### Voix françaises
- Francis Lalanne : Quasimodo
- Emmanuel Jacomy : Phoebus
- Laura Préjean : Madeleine
- Edgar Givry : Saroush
- Rebecca Dreyfus : Esmeralda
- Mathias Mella : Zephyr
- Bernard Alane : Clopin/La Muraille
- Michel Mella : La Rocaille
- Perrette Pradier : la Volière
- Martine Latorre : la Volière (Chant)

### Voix québécoises
- Martin Watier : Quasimodo
- Aline Pinsonneault : Madellaine
- Violette Chauveau : Esméralda
- Daniel Picard : Capitaine Phoebus
- Xavier Dolan : Zéphyr
- Simon Houle-Gauthier : Zéphyr (Chant)
- Denis Mercier : Sarousch
- Élizabeth Chouvalidzé : Laverne
- Pierre Chagnon : Victor
- Vincent Potel : Victor (Chant)
- Manuel Tadros : Hugo
- Mario Fraser : Clopin
- Johanne Garneau : Paysanne

## Chansons du film
- Le jour d'amour ou Le jour de l'amour au Québec - Chœur
- J'imagine  ou Un miracle ordinaire au Québec - Quasimodo
- Toi et moi  ou Faut pas s'en faire au Québec - Quasimodo et Zéphyr
- Folie d'amour  ou La, la, l'amour gagne toujours au Québec - Chœur
- I'm Gonna Love You - Jennifer Love Hewitt

## Sorties vidéo
Ce film est sorti directement en vidéo en 2002.